# SG Ludwigslust/Grabow
Die SG 03 Ludwigslust/Grabow ist ein deutscher Sportverein aus Ludwigslust und Grabow in Mecklenburg-Vorpommern. Die Fußballabteilung der SG steht in der Tradition der BSG Einheit Ludwigslust. Heimstätten sind der Sportplatz Techentiner Straße in Ludwigslust und das Waldstadion in Grabow.

## Sektion Fußball

Historisches Logo der TSG Ludwigslust

Nach dem Ende des Zweiten Weltkrieges wurde 1945 eine lose Sportgruppe unter der Bezeichnung SG Grabow gegründet. In der Saison 1946/47 spielte die SG Ludwigslust für eine Spielzeit in der Landesliga Mecklenburg-West, die zu diesem Zeitpunkt neben anderen Landesligen die höchste Spielklasse in der Sowjetischen Besatzungszone darstellte. 1949 wurde die Sportgemeinschaft kurzzeitig in die BSG Kreisverwaltung Ludwigslust umgewandelt und 1950 wiederum in Einheit Ludwigslust umbenannt. Die Stadtverwaltung unterstützte die Betriebssportgemeinschaft als Trägerbetrieb, die BSG wurde in der Folgezeit wie alle Mannschaften der zentralen Sportvereinigung Einheit unter der Bezeichnung Einheit geführt.
Nach Auflösung der Länder und Gründung der Bezirke in der DDR spielte Einheit Ludwigslust in der Spielzeit 1952/53 in der neugegründeten drittklassigen Bezirksliga Schwerin. 1959 gewann die Einheit vor Vorwärts Schwerin die Schweriner Bezirksmeisterschaft und stieg in die II. DDR-Liga auf. Die dritthöchste Spielklasse der DDR erwies sich für Ludwigslust als eine Nummer zu groß, mit lediglich neun Saisonpunkten stieg die BSG gemeinsam mit Einheit Teterow und Fortschritt Neustadt-Glewe wieder in den Bezirksligabereich ab.
In der Folgezeit wurde Einheit Ludwigslust zum festen Bestandteil der Bezirksliga. 1968 stieg die Stadtverwaltung als Träger aus, die Mannschaft fungierte fortan als TSG Ludwigslust. 1979 fusionierte die TSG mit dem Lokalrivalen Post Ludwigslust zur TSG/Post Ludwigslust. 1988/89 stieg die TSG in den Bezirksklassenbereich ab, es folgten ab 1990 wieder Namensänderungen in Post SV 50 sowie SSV Lindenstadt. Im Jahr 2003 fusionierte der SSV mit dem Grabower FC zur SG Ludwigslust/Grabow.
Der Grabower FC war der Nachfolgeverein der BSG Empor Grabow, die 1952/53 ebenfalls in der neugegründeten Bezirksliga Schwerin spielte. Eine Saison später stieg die Mannschaft ab und spielte abgesehen von einem kurzen Intermezzo in der Bezirksliga 1956 meistens in der viertklassigen Bezirksklasse. Die späteren Bundesligaprofis Marco Küntzel und Bastian Reinhardt spielten mehrere Jahre in den Jugendmannschaften von Empor Grabow bzw. Grabower FC.
Derzeitige Spielklasse des Vereins ist die siebtklassige Landesliga Mecklenburg-Vorpommern.

## Statistik
- Teilnahme LL (SBZ): 1946/47
- Teilnahme II. DDR-Liga: 1960
- Teilnahme FDGB-Pokal: 1951 (0:17 gegen EHW Thale), 1960 (1:10 gegen Dynamo Hohenschönhausen)